# Barringtonia longifolia
Barringtonia longifolia là một loài thực vật có hoa trong họ Lecythidaceae. Loài này được Schltr. mô tả khoa học đầu tiên năm 1906.